# Tövsala prästgård
Tövsala prästgård (finska: Taivassalon pappila) är en före detta tjänstebostad för kyrkoherde i Tövsala församling. Prästgården ligger i Tövsala kommun i det finländska landskapet Egentliga Finland. Tövsala prästgård har funnits på samma plats sedan medeltiden och nuförtiden består prästgården av den gamla prästgården byggd 1756 och den nya prästgården byggd 1823.
Prästgården är numera i privat ägo och fungerar inte som kyrkoherdens bostad. Tövsala prästgård tillsammans med Tövsala kyrka bildar ett värdefull kulturmiljö av riksintresse och är därmed skyddad enligt lag.

## Historia och arkitektur
Tövsala församling är känd redan från mitten av 1300-talet. Församlingens stenkyrka är byggd cirka 1450-1460. Det har funnits flera prästgårdsbyggnader sedan medeltiden och till exempel vet man från skriftliga källor att hela prästgården nedbrann år 1618. Elden förstörde också några av församlingens dokument. Kyrkoherden i församlingen var då Jeremias Eliae Agricola.

### Den gamla prästgården
Tövsala gamla prästgård färdigställdes år 1756 och var byggd enligt prästgårdsförordningen från år 1727. Byggnaden i timmer representerar karolinsk stil och de yttre väggarna är röda. Förr har byggnaden haft två ingångar med verandor men de gamla verandorna har senare rivits och idag finns bara en öppen veranda. Det finns två skorstenar.

### Den nya prästgården
I början av 1800-talet ansåg man att den gamla prästgården var för liten och i dåligt skick. År 1809 bestämde Tövsala sockenstämma sig för att bygga en ny prästgård. Men uppbyggandet av prästgården hindrades och kyrkoherden Erland var tvungen att reparera den gamla prästgården med egna pengar fram till år 1823 när den nya prästgården färdigställdes på norra sidan av gårdsplanen.
Den gula byggnaden i timmer har två skorstenar. Ursprungligen fanns de flera skorstenar men bara två står kvar idag. Av den ursprungliga interiören finns några kakelugnar kvar. Tövsala nya prästgård har senare utvidgats i västra ändan med två rum.

### Övriga byggnader
Vid gårdsplanen finns en nyare ekonomibyggnad från 1940. I byggnaden finns en garage och en bastu. Under ekonomibyggnaden finns en gammal stenkällare med stenvalv. Källaren kan vara en del av de ursprungliga medeltida byggnader som fanns på prästgården. Källaren är skyddad och den måste bevaras så som den är.
Det finns också en stenfot av en äldre byggnad vid vägen till prästgården.